# 3534 Sax
3534 Sax este un asteroid din centura principală, descoperit pe 15 decembrie 1936 de Eugène Delporte.